# Moríñigo
Moríñigo – gmina w Hiszpanii, w prowincji Salamanka, w Kastylii i León, o powierzchni 8,36 km². W 2011 roku gmina liczyła 117 mieszkańców.